# Caecilia albiventris
Caecilia albiventris és una espècie d'amfibi de la família Caeciliidae endèmica de Surinam que habita en boscos tropicals o subtropicals humits i a baixa altitud, plantacions, jardins rurals i zones prèviament boscoses ara molt degradades.